# Rudolf Spreng
Rudolf Spreng (* 11. September 1905 in Satteldorf; † 21. August 1970 in Stuttgart) war ein deutscher politischer Beamter.

## Leben
Spreng besuchte die Volksschule in seiner Geburtsstadt Satteldorf, wo sein Vater Friedrich Spreng Bürgermeister war. Anschließend besuchte er die Realschule in Crailsheim. 1923 legte er am Realgymnasium in Schwäbisch Hall (heute Gymnasium bei St. Michael Schwäbisch Hall) das Abitur ab. Anschließend studierte er Rechts- und Staatswissenschaften in Tübingen und München. 1927 legte er das erste juristische Staatsexamen in Tübingen ab. 1928 wurde er in Tübingen bei Max von Rümelin zum Doktor der Rechte promoviert. 1932 legte er das zweite juristische Staatsexamen ab.
Ab 1931 war Spreng bei Landratsämtern, bei der Württembergischen Landeskreditanstalt, beim württembergischen Wirtschaftsministerium in Stuttgart und beim Reichswirtschaftsministerium in Berlin tätig. Von 1940 bis 1941 war er bei der Deutschen Umsiedlungs-Treuhand in Posen tätig. 1941 wurde er zur Wehrmacht einberufen. Von 1943 bis 1945 war er Oberkriegsverwaltungsrat bei der deutschen Militärkommandantur in Mailand.
Spreng trat zum 1. Mai 1935 der NSDAP bei, der er bis August 1941 angehörte. 1946 durchlief er das deutsche Entnazifizierungsverfahren. Er wurde von nach einem Spruchkammerverfahren als Mitläufer eingestuft.
Nach Ende des Zweiten Weltkriegs zog Spreng nach Ellwangen und war zunächst kurz erneut in Landratsämtern tätig. 1946 wurde er von Ministerpräsident Reinhold Maier (FDP/DVP) als Beamter ins Staatsministerium des Landes Württemberg-Baden berufen. 1952 ging das Land Württemberg-Baden im neugeschaffenen Land Baden-Württemberg auf. Spreng wurde zugleich zum Ministerialdirektor und Chef der Staatskanzlei unter Ministerpräsident Maier im Staatsministerium Baden-Württemberg berufen. Er behielt das Amt auch unter Maiers CDU-Nachfolgern Gebhard Müller, Kurt Georg Kiesinger und Hans Filbinger bei und amtierte bis 1968.
Spreng war evangelisch, verheiratet und hatte zwei Kinder.

## Werke
- Das Anwendungsgebiet der Anspruchsabtretung nach § 255 des BGB. Crailsheim 1928.
- (mit Paul Feuchte und Willi Birn): Die Verfassung des Landes Baden-Württemberg. Textausgabe mit Anmerkung und einer eingehenden systematischen Einführung nebst dem Text des Grundgesetzes. Kohlhammer, Stuttgart 1953.